# Еміліян Егреші
Еміліян Ісидор Егреші (18 травня 1893, Приборжавське — 28 травня 1955) — архітектор.

## Біографія
Народився 18 травня 1893 року в селі Заднє (тепер Приборжавське Іршавського району) в сім'ї священика Еміліяна Егреші. Відвідував місцеву народну школу. У 1903 році навчався в Берегівській гімназії, а наступного року перейшов до гімназії в місті Сату-Маре (Румунія). Під час війни служив у залізничному полку. Пізніше навчався на інженерно-архітектурному факультеті Будапештської політехніки. До 1921 року вивчав у Празі фізику та математику. 1923 року став професором в Ужгородській учительській семінарії. Викладав також фізику в руській чоловічій гімназії і греко-католицькій жіночій учительській семінарії. Працював головним архітектором Ужгорода. Був радником мукачівської греко-католицької єпархії. Цікавився сучасними будівельними технологіями. Видав два підручники, присвячені залізобетонним конструкціям. Малював аквареллю. Переважно створював портрети. Володів німецькою та чеською мовами. Рідною була угорська.
У радянський період мав намір емігрувати, але не здійснив цих планів. Помер 28 травня 1955 року. Похований на цвинтарі Кальварія в Ужгороді. Дружина, Єлизавета Арвої  до кінця життя мешкала в Ужгороді. Померла у віці 92 років. Донька закінчила Львівський інститут прикладного та декоративного мистецтва і виїха до Угорщини. Шваграми Егреші були політик Юлій Бращайко і художник Йосип Бокшай.

## Роботи
- Дерев'яна церква Покрови Пресвятої Богородиці в селі Крива Тячівського району (1927, розібрана 1997).
- Каплиця в Міжгір'ї (1929).
- Церква Святої Трійці в селі Руське Поле (поч. 1930-х).
- Церква Святої Трійці в селі Терново (1930).
- Церква святих апостолів Петра і Павла в селі Верховина-Бистра (1931). Поєднує риси західної і східної архітектури.[1]
- Церква святих апостолів Петра і Павла в селі Дубове (1931).
- Церква Вознесіння Господнього в селі Новоселиця (1931).
- Дві церкви у селі Середнє Водяне — святих апостолів Петра і Павла і Різдва Пресвятої Богородиці (1930-ті).
- Церква Різдва Пресвятої Богородиці в селі Тийглаш (1933).
- Церква Преображення Господнього в селі Сасово Виноградівського району (1933).
- Церква Вознесіння Господнього в селі Завадка Виноградівського району (1936).
- Церква святого пророка Іллі в Чинадійові (1932—1937).
- Церква святих апостолів Петра і Павла в селі Косівська поляна (1932—1935).
- Власний будинок на вулиці Митній в Ужгороді (1935).
- Керівництво реставрацією ужгородського собору (1938).
- Церква святого Івана Предтечі в селі Лопухів (1937—1940).
- Реставрація церкви в селі Річка Міжгірського району (1941).[2]
- Церква Вознесіння Господнього в селі Луги Рахівського району (1936—1942).
- Церква Вознесіння Господнього в селі Собатин (1942).
- Церква святого Миколая в селі Доробратово (1941—1946). Проект обрано на конкурсі 1930 року.[3]
- Народний дім «Просвіти» в Ужгороді.
- Реконструкція колишнього кінотеатру «Ужгород».
- Власні будинки трьох братів Егреші в Ужгороді.